# 5:00 AM
5:00 AM is het derde soloalbum van Adrian Borland. Het album werd uitgebracht in 1997. Het is het laatste album dat Adrian Borland in leven uitbracht: hij pleegde in 1999 zelfmoord. De albums Last Days Of The Rain Machine, Harmony and Destruction en The Amsterdam Tapes werden postuum uitgebracht. 
De nummers van het album verschillen veel van elkaar in stijl. Het album bevat harde rocknummers, trieste ballades en experimentele rocknummers.

## Muzikanten
Adrian Borland - Zang, alle gitaren en keyboards.
Pat Rowles - Bas en achtergrondzang
Thorn - Achtergrondzang
Michael O' Gorman- Trompet en hoorn
Smudge - Viool
Don Alexis - Drums
Tim Smith - Drums, keyboards en achtergrondzang

## Tracklist
Al de muziek en teksten zijn geschreven door Adrian Borland
| Titel                     | Duur |
| ------------------------- | ---- |
| 1. Stray Bullets          | 3:36 |
| 2. Dangerous Stars        | 4:23 |
| 3. Vampiric               | 5:00 |
| 4. Baby Moon              | 5:16 |
| 5. City Speed             | 4:41 |
| 6. Kissing In The Dark    | 4:52 |
| 7. I'm Your Freedom       | 2:33 |
| 8. The Spinning Room      | 5:09 |
| 9. Redemption's Knees     | 3:42 |
| 10. Between Buildings     | 5:33 |
| 11. Over The Under        | 5:14 |
| 12. Before The Day Begins | 5:42 |